# Ocularia marmorata
Ocularia marmorata là một loài bọ cánh cứng trong họ Cerambycidae.